# Nhà thờ chính tòa Pécs
Nhà thờ chính tòa Thánh Phêrô và Thánh Phao-lô (tiếng Hungary: Szent Péter és Szent Pál székesegyház) hay còn gọi là nhà thờ chính tòa Pécs là một công trình tôn giáo của giáo phận Pécs, tọa lạc tại thành phố Pécs, Hungary.
Nền tảng của nhà thờ Pécs đã tồn tại từ thời La Mã cổ đại, vào khoảng thế kỷ 4. Tiền thân của nhà thờ này được cho là một vương cung thánh đường Cơ đốc giáo trải dài về phía tây vào khoảng thế kỷ 8 và thế kỷ 9. Dưới thời vua István I của Hungary, vương cung thánh đường này đã được xây thêm hai tòa tháp ở phía tây. Sau trận đại hỏa hoạn năm 1064, người ta đã tiến hành xây dựng và trùng tu vương cung thánh đường theo kiểu kiến trúc Romanesque, với sự tham gia của các kiến trúc sư người Ý. Vào thời Trung Cổ, diện tích nhà thờ được mở rộng thêm với hai tháp bên và các nhà nguyện theo kiến trúc Gothic. Từ năm 1543 đến năm 1686, trước sự tấn công của quân Thổ, nhà thờ đã bị hư hại và xuống cấp ít nhiều dù đã được tôn tạo lại. Nhà thờ Pécs đạt đến diện mạo tân Romanesque như ngày nay là nhờ công cuộc tái thiết diễn ra từ năm 1882 đến năm 1891. Việc đại trùng tu này dựa trên sơ đồ thiết kế của kiến trúc sư Friedrich von Schmidt Viennese. Nhà thờ có tổng chiều dài là 70 mét, chiều rộng là 22 mét và chiều cao của các tòa tháp lên đến 60 mét.

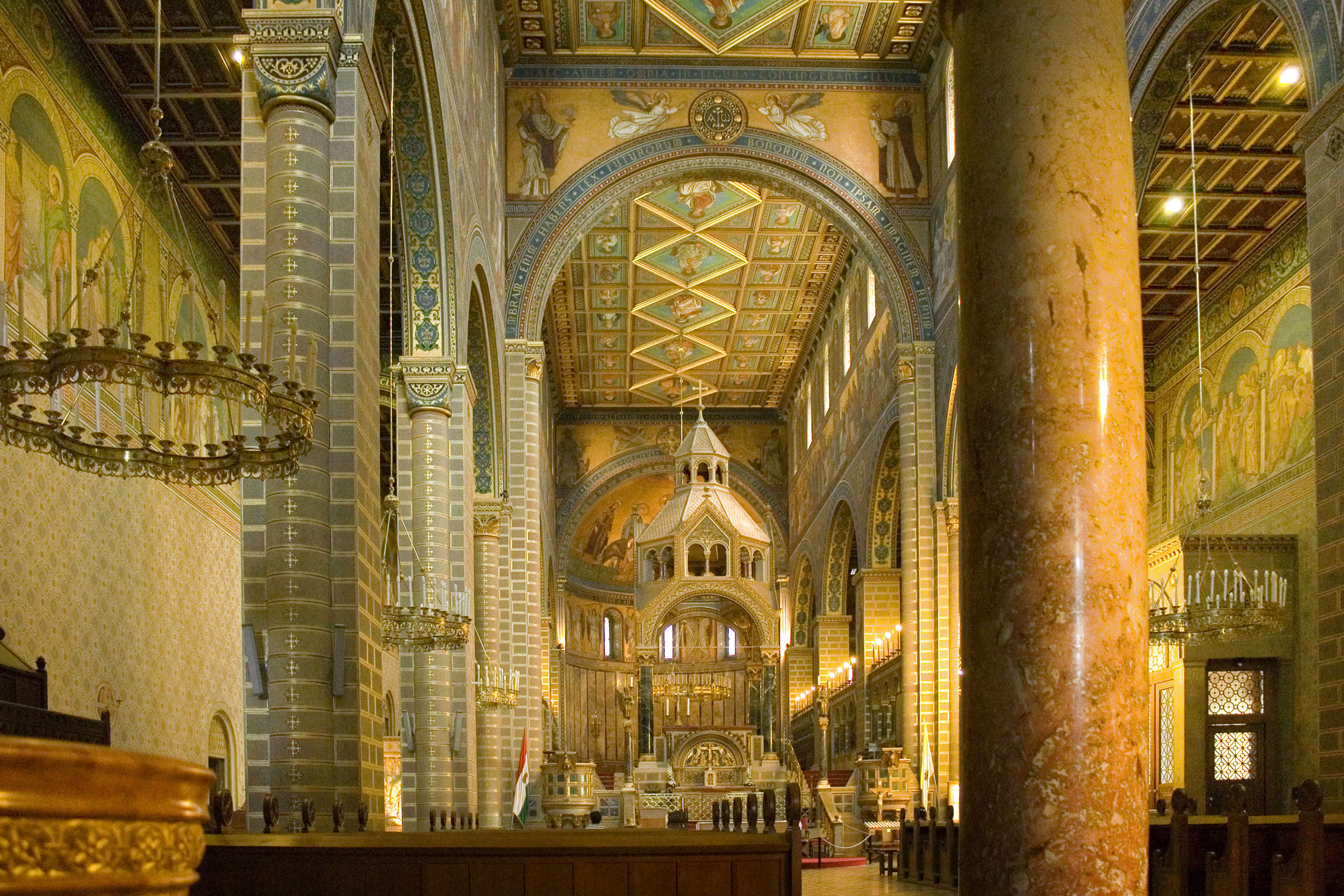
Bên trong nhà thờ